# Муди, Реймонд
Ре́ймонд Му́ди, также Раймонд или Рэймонд Моуди (англ. Raymond Moody) (род. 30 июня 1944 в г. Портердейл, штат Джорджия) — американский философ, психолог и врач. Наиболее известен благодаря своим книгам о жизни после смерти и околосмертным переживаниям — этот термин он предложил в 1975 году. Самая популярная его книга — «Жизнь после жизни».

## Биография
Муди родился в Портердейле, штат Джорджия, в семье хирурга-агностика. Изучал философию в Университете Вирджинии, где последовательно получил степени бакалавра, магистра и доктора философии по этой специальности. Он также получил степень доктора философии и психологии от Западного Колледжа Джорджии, где позже стал профессором по этой теме. В 1976 получил степень доктора медицины (M.D.) от Медицинского Колледжа Джорджии. В 1998 Муди проводил исследования в Университете Невады, Лас Вегаса, а затем работал как судебный психиатр в тюремной больнице строгого режима штата Джорджии.
Он был одним из первых исследователей околосмертных переживаний и описал переживания приблизительно 150 людей, переживших клиническую смерть.
Следующим его исследованием стали случаи возможной реинкарнации и регрессиям прошлых жизней, результатом чего стала изданная в 1991 году книга «Coming Back: A Psychiatrist Explores Past-Life Journeys».
В настоящее время проживает в Алабаме.

## Личная жизнь
Муди утверждает, что в 1991 году он был на грани смерти, когда пытался покончить жизнь самоубийством (о чем он рассказывает в книге «Паранормальные явления»), что, по его словам, было результатом невыявленного заболевания щитовидной железы, которое повлияло на его психическое состояние. В интервью в 1993 году Муди заявил, что его семья поместила его в психиатрическую больницу за его работу с зеркальным разглядыванием.